# The Last House on the Left (película de 2009)
The Last House on the Left (en Hispanoamérica La venganza de la casa del Lago y en España La última casa a la izquierda) es una película de terror y acción de 2009 dirigida por Dennis Iliadis y escrita por Carl Ellsworth y Adam Alleca. Es un remake de la película The Last House on the Left dirigida por Wes Craven en 1972, la cual, a su vez, está basada en el filme El manantial de la doncella, de Ingmar Bergman.

## Argumento
A un año después de la muerte de su hijo menor, John (Tony Goldwyn), Emma (Monica Potter) y junto a su hija mayor Mari Collingwood (Sara Paxton) que es una nadadora profesional, deciden viajar de vacaciones a una casa en el lago. Al poco tiempo de haber llegado, Mari toma prestada la camioneta familiar para visitar a su amiga Paige (Martha MacIsaac), quien trabaja tras el mostrador en una tienda local. Al poco tiempo conocen a Justin (Spencer Treat Clark), un adolescente que las invita fumar marihuana en la habitación de un hotel, invitación a la cual ellas acceden. Al rato, los familiares de Justin regresan a la habitación: Krug (Garret Dillahunt), el padre de Justin; Francis (Aaron Paul), el tío de Justin; y Sadie (Riki Lindhome), la novia de Krug. Mari y Paige descubren que los tres familiares de Justin son asesinos, y que son buscados por la policía local ya que el rostro de Sadie apareció en el periódico, así que Krug decide tomar a las jóvenes como rehenes. De inmediato abandonan la habitación y deciden planear un escape en algún lugar del campo. Cuando están en una carretera llena de árboles, Mari los desvía de su destino hacia el lugar donde se encuentran sus padres. Mientras van a mitad del camino, Mari provoca un accidente y chocan contra un árbol en la bajada de un cerro.
Paige logra escapar pero Sadie logra hallarla. Luego de rebelarse Paige contra Krug y luego de maldecirlo, Krug y Francis la asesinan tras darle dos puñaladas, luego Mari hace lo mismo, pero esta vez Krug la hace víctima de una violación anal. Mari, un poco desorientada, golpea a Krug logrando escapar. Aprovechando su buena habilidad como nadadora se sumerge en un lago y comienza a nadar en dirección a la casa de sus padres, pero no contaba con que Krug le dispararía y una bala impactaría en su espalda, con lo que queda yaciendo en el lago.
Krug y su banda deciden encontrar un lugar para pasar la noche ya que comenzó a llover y no tienen vehículo, por lo que golpean la puerta de una casa que está cerca de un lago. Sin ellos saberlo, resulta ser que es la casa de Mari y son recibidos por sus padres, quienes aún ignoran la suerte de su hija. Cuando Emma y John hospedan a los cuatro, Justin observa la fotografía de Mari en la nevera, por lo que deja el collar de Mari en uno de los vasos (el cual se le cayó mientras Krug la violaba) de forma de advertirles. Luego, John hospeda a los cuatro en una casa de huéspedes cerca de la suya.
Luego ellos escuchan golpes que provienen desde afuera y al revisar se encuentran a Mari con la herida de bala. Al rato, Emma descubre el collar y se da cuenta de que sus huéspedes le hicieron daño a su hija. John, que es médico, le cura la herida pero aun así tiene que ser llevada a un hospital, por lo que va a buscar las llaves de la lancha para poder llevarla lo más pronto posible. En un momento, Francis se mete a la casa para coquetear con Emma. Emma lo dirige a la chimenea y Francis se da cuenta de que al lado de la chimenea está Mari con vida, por lo que llama a su hermano Krug a gritos, en eso llega John y golpea a Francis y luego lo asesina incrustándole un martillo en la cabeza.
John y Emma se dan cuenta de que tienen que proteger a su hija, y para ello tendrán que asesinar a Krug, su violador, y a su novia Sadie. John y Emma van hacia la casa de huéspedes y al llegar a la habitación de ambos se encuentran a Justin con una pistola en mano. Sin embargo, Justin, rebelándose contra su padre, entrega la pistola a John para que asesine a Krug. Al cargar la pistola, Krug despierta y huye de la casa de huéspedes dirigiéndose a la casa principal, en donde encuentra el cadáver de Francis. En la casa de huéspedes Sadie se oculta en el baño, pero John pelea con ella y luego Justin también ayuda. Luego de un forcejeo Emma toma la pistola y asesina a Sadie. John sabe que Krug sigue con vida y va tras él, mientras Mari se encuentra en el cobertizo de la lancha lista para ir al hospital. John va a la casa y al encontrarse con Krug pelean a muerte, hasta que John cae rendido pero Justin se acerca a su padre Krug y le apunta con la pistola en la espalda. Krug le da una segunda oportunidad a su hijo, pero Justin intenta matarle apretando el gatillo. Lamentablemente no había balas, lo que provoca la ira de Krug y decide herir a su propio hijo apuñalándole. Emma llega al lugar y rocía a Krug con un extintor, golpeándolo luego. Entre los dos, comienzan a pegarle a Krug, Emma le da un golpe en la cabeza dejándolo inconsciente. Al haber terminado todo, John, Emma y Justin acompañan a Mary al hospital en la lancha que habían preparado en la noche.
Al final, se muestra una escena donde John utiliza métodos médicos para dejar inmóvil a Krug desde el cuello hacia abajo. Luego coloca su cabeza estando aún consciente en un microondas haciéndolo explotar.

## Elenco
- Garret Dillahunt como Krug
- Sara Paxton como Mari Collingwood
- Tony Goldwyn como el Dr. Jonathon "John" Collingwood
- Monica Potter como Emma Collingwood
- Aaron Paul como Francis
- Riki Lindhome como Sadie
- Martha MacIsaac como Paige
- Spencer Treat Clark como Justin
- Michael Bowen como Oficial Morton